# セリーヌ・ディオンの映像作品一覧
このページはセリーヌ・ディオンの映像作品の一覧である。

## 全世界で発売されたビデオとDVD
| 概要 |
| --- |
| 『ユニゾン』 - 発売：1991年7月2日 - ビデオ集 - VHS                                                                   |
| 『ラヴ・ストーリーズ・コンサート』 - 発売：1995年10月19日 - コンサート - VHS、DVD                                    |
| 『ライヴ!』 - 発売：1996年11月8日 - コンサート - VHS、DVD                                                            |
| 『ライヴ・イン・メンフィス』 - 発売：1998年11月2日 - コンサート - VHS                                                |
| 『オ・クール・デュ・スタード〜スタジアム・ライヴ』 - 発売：1999年8月30日 - コンサート - VHS、DVD                     |
| 『ザ・ベリー・ベスト〜ビデオ・コレクション』 - 発売：2001年2月20日 - ビデオ集 - VHS、DVD                             |
| 『オン・ヌ・シャンジュ・パ』 - 発売：2005年11月18日 - ビデオ集 - DVD                                                 |
| 『ライヴ・イン・ラスベガス』 - 発売：2007年10月7日 - コンサート - DVD2枚組、Blu-ray2枚組                             |
| 『Céline sur les Plaines』 - 発売：2008年11月11日 - コンサート - DVD                                                 |
| 『スルー・ザ・アイズ・オブ・ザ・ワールド』 - 発売：2010年4月29日 - コンサート・ドキュメント - DVD、Blu-ray、DVD2枚組 |
| 『Taking Chances ワールド・ツアー:ザ・コンサート』 - 発売：2010年4月29日 - コンサート - DVD/CD、DVD2枚組             |

## ミュージックビデオ
| 年     | 題名 | アルバム                                             | 監督                           |
| ------ | --- | ---------------------------------------------------- | ------------------------------ |
| 1985年 | 「Les yeux de la faim」（共同）（スタジオ版）                                                              | アルバム未収録曲                                     | —                              |
| 1985年 | 「Listen To The Magic Man」                                                                                | アルバム未収録曲                                     | —                              |
| 1986年 | 「Fais ce que tu voudras」                                                                                 | 『Les chansons en or』                               | フランソワ・ジラール           |
| 1987年 | 「La religieuse」                                                                                          | アルバム未収録曲                                     | —                              |
| 1987年 | 「Incognito」                                                                                              | 『Incognito』                                        | ジャッキーズ・ペイエット       |
| 1987年 | 「Lolita (trop jeune pour aimer)」                                                                         | 『Incognito』                                        | ジャッキーズ・ペイエット       |
| 1988年 | 「私をおいて旅立たないで」                                                                                 | 『Incognito』                                        | —                              |
| 1988年 | 「デリヴァ・モア」                                                                                         | 『Incognito』                                        | —                              |
| 1989年 | 「キャント・リヴ・ウィズ・ユー，キャント・リヴ・ウィズアウト・ユー」                                       | アルバム未収録曲                                     | —                              |
| 1990年 | 「エニイ・アザー・ウェイ」（カナダ版）                                                                     | 『ユニゾン』                                         | —                              |
| 1990年 | 「ユニゾン・リミックス」                                                                                   | 『ユニゾン』                                         | —                              |
| 1990年 | 「哀しみのハートビート」（カナダ版）（B&W版）                                                              | 『ユニゾン』                                         | —                              |
| 1990年 | 「哀しみのハートビート」（カナダ版）（黄褐色版）                                                           | 『ユニゾン』                                         | —                              |
| 1990年 | 「哀しみのハートビート」（アメリカ版）                                                                     | 『ユニゾン』                                         | デヴィッド・フィリップス       |
| 1991年 | 「エニイ・アザー・ウェイ」（アメリカ版）                                                                   | 『ユニゾン』                                         | ドミニク・オランド             |
| 1991年 | 「ザ・ラスト・トゥ・ノウ」                                                                                 | 『ユニゾン』                                         | ドミニク・オランド             |
| 1991年 | 「哀しみのハートビート」（特別版）                                                                         | 『ユニゾン』                                         | デヴィッド・フィリップス       |
| 1991年 | 「響きわたる言葉」                                                                                         | 『フランス物語』                                     | アラン・デロシュール           |
| 1991年 | 「ヴォイシズ・ザット・ケア」（共同）（スタジオ版）                                                         | アルバム未収録曲                                     | デイヴィッド・S・ジャクソン    |
| 1991年 | 「美女と野獣」（スタジオ版）                                                                               | 『セリーヌ・ディオン』                               | ドミニク・オランド             |
| 1992年 | 「愛は最悪の孤独」                                                                                         | 『フランス物語』                                     | アラン・デロシュール           |
| 1992年 | 「イフ・ユー・アスクト・ミー・トゥ」                                                                       | 『セリーヌ・ディオン』                               | ドミニク・オランド             |
| 1992年 | 「ナッシング・ブロークン・バット・マイ・ハート」                                                           | 『セリーヌ・ディオン』                               | —                              |
| 1992年 | 「ラヴ・キャン・ムーヴ・マウンテンズ」                                                                     | 『セリーヌ・ディオン』                               | ジェブ・ブライアン             |
| 1993年 | 「ウォーター・フロム・ザ・ムーン」（B&W版）                                                                | 『セリーヌ・ディオン』                               | —                              |
| 1993年 | 「ウォーター・フロム・ザ・ムーン」（黄褐色版）                                                             | 『セリーヌ・ディオン』                               | —                              |
| 1993年 | 「ジギィ」（フランス語版）                                                                                 | 『フランス物語』                                     | ルイス・フューレイ             |
| 1993年 | 「ジギィ」（英語版）                                                                                       | 『フランス物語』                                     | ルイス・フューレイ             |
| 1993年 | 「めぐり逢えたら・愛のテーマ」                                                                             | 『ラヴ・ストーリーズ』                               | ドミニク・オランド             |
| 1993年 | 「ディド・ユー・キヴ・イナフ・ラヴ」                                                                       | 『セリーヌ・ディオン』                               | —                              |
| 1993年 | 「パワー・オブ・ラヴ」                                                                                     | 『ラヴ・ストーリーズ』                               | ランディ・セント・ニコラス     |
| 1994年 | 「愛はここに」                                                                                             | 『フランス物語』                                     | アラン・デロシュール           |
| 1994年 | 「愛はここに」（未発表版）                                                                                 | 『フランス物語』                                     | アラン・デロシュール           |
| 1994年 | 「ミスレッド」                                                                                             | 『ラヴ・ストーリーズ』                               | ランディ・セント・ニコラス     |
| 1994年 | 「シンク・トワイス」                                                                                       | 『ラヴ・ストーリーズ』                               | —                              |
| 1994年 | 「シンク・トワイス」（TOTP版）                                                                             | 『ラヴ・ストーリーズ』                               | —                              |
| 1995年 | 「オンリー・ワン・ロード」                                                                                 | 『ラヴ・ストーリーズ』                               | Greg Masuak                    |
| 1995年 | 「愛をふたたび」                                                                                           | 『フレンチ・アルバム』                               | ミシェル・マイヤー             |
| 1995年 | 「私は知らない」                                                                                           | 『フレンチ・アルバム』                               | Greg Masuak                    |
| 1995年 | 「私は知らない」（オフボーカルバージョン）                                                                 | 『フレンチ・アルバム』                               | Greg Masuak                    |
| 1995年 | 「ネクスト・プレイン・アウト」                                                                             | 『ラヴ・ストーリーズ』                               | Greg Masuak                    |
| 1995年 | 「トゥ・ラヴ・ユー・モア」（スタジオ版）                                                                   | 『FALLING INTO YOU』                                 | —                              |
| 1996年 | 「フォーリング・イントゥ・ユー」                                                                           | 『FALLING INTO YOU』                                 | ナイジェル・ディック           |
| 1996年 | 「ビコーズ・ユー・ラヴド・ミー」                                                                           | 『FALLING INTO YOU』                                 | ケヴィン・ブレイ               |
| 1996年 | 「イッツ・オール・カミング・バック・トゥ・ミー・ナウ」（フルバージョン）                                   | 『FALLING INTO YOU』                                 | ナイジェル・ディック           |
| 1996年 | 「イッツ・オール・カミング・バック・トゥ・ミー・ナウ」（シングルバージョン）                               | 『FALLING INTO YOU』                                 | ナイジェル・ディック           |
| 1996年 | 「トゥ・ラヴ・ユー・モア」（ライヴ - FALLING INTO YOUツアーより）                                          | 『FALLING INTO YOU』                                 | —                              |
| 1996年 | 「オール・バイ・マイセルフ」                                                                               | 『FALLING INTO YOU』                                 | —                              |
| 1996年 | 「オール・バイ・マイセルフ」（イギリス・クリスマスバージョン）                                             | 『FALLING INTO YOU』                                 | —                              |
| 1996年 | 「最後にくる者が一番になる」（ライヴ - フレンチ・アルバムツアーより）                                      | 『パリ・ライヴ』                                     | ジェラール・プリチーノ         |
| 1997年 | 「オール・バイ・マイセルフ」（ライヴ - FALLING INTO YOUツアーより）                                        | 『FALLING INTO YOU』                                 | —                              |
| 1997年 | 「コール・ザ・マン」                                                                                       | 『FALLING INTO YOU』                                 | Greg Masuak                    |
| 1997年 | 「私は待っていた」（ライヴ - フレンチ・アルバムツアーより）                                                | 『パリ・ライヴ』                                     | ジェラール・プリチーノ         |
| 1997年 | 「愛を伝えて〜Tell Him」（スタジオ版）                                                                     | 『レッツ・トーク・アバウト・ラヴ』                   | スコット・フロイド・ロックマス |
| 1997年 | 「ザ・リーズン」（スタジオ版）                                                                             | 『レッツ・トーク・アバウト・ラヴ』                   | スコット・フロイド・ロックマス |
| 1997年 | 「マイ・ハート・ウィル・ゴー・オン」                                                                       | 『レッツ・トーク・アバウト・ラヴ』                   | ビリー・ウッドラフ             |
| 1998年 | 「イモータリティ」（スタジオ版）                                                                           | 『レッツ・トーク・アバウト・ラヴ』                   | スコット・フロイド・ロックマス |
| 1998年 | 「イモータリティ」                                                                                         | 『レッツ・トーク・アバウト・ラヴ』                   | ランディ・セント・ニコラス     |
| 1998年 | 「ゾラは微笑む」                                                                                           | 『愛するだけでよかったら』                           | Yannick Saillet                |
| 1998年 | 「アイム・ユア・エンジェル」（スタジオ版）                                                                 | 『スペシャル・タイムス』                             | ビリー・ウッドラフ             |
| 1998年 | 「アイム・ユア・エンジェル」                                                                               | 『スペシャル・タイムス』                             | ビリー・ウッドラフ             |
| 1999年 | 「愛するだけでよかったら」（ライヴ - レッツ・トーク・アバウト・ラヴ・ツアーより）                          | 『愛するだけでよかったら』                           | Yannick Saillet                |
| 1999年 | 「人は変わらない」                                                                                         | 『愛するだけでよかったら』                           | Gilbert Namiand                |
| 1999年 | 「トリート・ハー・ライク・ア・レディー」（ライヴ - レッツ・トーク・アバウト・ラヴ・ツアーより）            | 『レッツ・トーク・アバウト・ラヴ』                   | ジェラール・プリチーノ         |
| 1999年 | 「別の世界で」（ライヴ - レッツ・トーク・アバウト・ラヴ・ツアーより）                                      | 『オ・クール・デュ・スタード〜スタジアム・ライヴ〜』 | ジェラール・プリチーノ         |
| 1999年 | 「ザッツ・ザ・ウェイ・イット・イズ」                                                                       | 『ザ・ベリー・ベスト』                               | リズ・フリードランダー         |
| 1999年 | 「ゼン・ユー・ルック・アット・ミー」                                                                       | 『ザ・ベリー・ベスト』                               | ビリー・ウッドラフ             |
| 2000年 | 「リヴ（フォー・ザ・ワン・アイ・ラヴ）」                                                                   | 『ザ・ベリー・ベスト』                               | ビリー・ウッドラフ             |
| 2000年 | 「アイ・ウォント・ユー・トゥ・ニード・ミー」（未発表版）                                                   | 『ザ・ベリー・ベスト』                               | ポール・ハンター               |
| 2000年 | 「ザ・ファースト・タイム・エバー・アイ・ソー・ユア・フェイス」（パフォーマンス - 1999年CBSスペシャルより） | 『ザ・ベリー・ベスト』                               | Bud Schaetzle                  |
| 2000年 | 「アイ・ウォント・ユー・トゥ・ニード・ミー」                                                               | 『ザ・ベリー・ベスト』                               | リズ・フリードランダー         |
| 2000年 | 「イフ・ウォールズ・クッド・トーク」                                                                       | 『ザ・ベリー・ベスト』                               | リズ・フリードランダー         |
| 2000年 | 「風に吹かれるままに」（スタジオ版）                                                                       | 『オン・ヌ・シャンジュ・パ』                         | —                              |
| 2001年 | 「風に吹かれるままに」                                                                                     | 『オン・ヌ・シャンジュ・パ』                         | Istan Rozumny                  |
| 2001年 | 「ゴッド・ブレス・アメリカ」（スタジオ版）                                                                 | アルバム未収録曲                                     | —                              |
| 2001年 | 「ホワット・モア・キャン・アイ・キヴ」（共同）（スタジオ版）                                               | アルバム未収録曲                                     | —                              |
| 2002年 | 「ア・ニュー・デイ・ハズ・カム」                                                                           | 『ア・ニュー・デイ・ハズ・カム』                     | デイヴ・マイヤーズ             |
| 2002年 | 「アイム・アライヴ」（スチュアートリトル2・バージョン）                                                    | 『ア・ニュー・デイ・ハズ・カム』                     | デイヴ・マイヤーズ             |
| 2002年 | 「アイム・アライヴ」（インターナショナル・バージョン）                                                     | 『ア・ニュー・デイ・ハズ・カム』                     | デイヴ・マイヤーズ             |
| 2002年 | 「グッドバイズ（ザ・サッデスト・ワード）」                                                                 | 『ア・ニュー・デイ・ハズ・カム』                     | クリス・アプルバウム           |
| 2002年 | 「グッドバイズ（ザ・サッデスト・ワード）」（未発表版）                                                     | 『ア・ニュー・デイ・ハズ・カム』                     | クリス・アプルバウム           |
| 2003年 | 「アイ・ドローヴ・オール・ナイト」                                                                         | 『ワン・ハート』                                     | ピーター・アーネル             |
| 2003年 | 「ハヴ・ユー・エヴァー・ビーン・イン・ラヴ」（パフォーマンスバージョン）                                   | 『ワン・ハート』                                     | —                              |
| 2003年 | 「ハヴ・ユー・エヴァー・ビーン・イン・ラヴ」                                                               | 『ワン・ハート』                                     | Antti Jokinen                  |
| 2003年 | 「ワン・ハート」                                                                                           | 『ワン・ハート』                                     | Antti Jokinen                  |
| 2003年 | 「男たちの金すべて」                                                                                       | 『1人の女と4人の男』                                 | Yannick Saillet                |
| 2003年 | 「あなたをまだ愛している」                                                                                 | 『1人の女と4人の男』                                 | Yannick Saillet                |
| 2004年 | 「自然に反する」                                                                                           | 『1人の女と4人の男』                                 | Didier Kerbrat                 |
| 2004年 | 「ユー・アンド・アイ」                                                                                     | 『ア・ニュー・デイ…ライヴ・イン・ラス・ヴェガス』    | アンドリュー・マクノートン     |
| 2004年 | 「私は彼に言うでしょう」                                                                                   | 『ミラクル〜奇跡』                                   | スコット・フロイド・ロックマス |
| 2004年 | 「わたしのヌヴェル・フランス」（スタジオ版）                                                               | 『オン・ヌ・シャンジュ・パ』                         | ジーン・ボーディン             |
| 2005年 | 「あなたを忘れない」                                                                                       | 『オン・ヌ・シャンジュ・パ』                         | Didier Kerbrat                 |
| 2005年 | 「カム・トゥゲザー・ナウ」（共同）（スタジオ版）                                                           | アルバム未収録曲                                     | —                              |
| 2006年 | 「全ての秘密」（スタジオ版）                                                                               | 『オン・ヌ・シャンジュ・パ』                         | —                              |
| 2006年 | 「レット・ユア・ハート・ディサイド」（スタジオ版）                                                         | 『オン・ヌ・シャンジュ・パ』                         | —                              |
| 2006年 | 「Tout près du bonheur」                                                                                   | アルバム未収録曲                                     | Ivan Grbovic                   |
| 2007年 | 「愛のうた」                                                                                               | 『愛のうた』                                         | Thierry Vargnes                |
| 2007年 | 「無限」                                                                                                   | 『愛のうた』                                         | —                              |
| 2007年 | 「Taking Chances」                                                                                         | 『Taking Chances』                                   | ポール・ボイド                 |
| 2007年 | 「Taking Chances」（スタジオ版）                                                                           | 『Taking Chances』                                   | —                              |
| 2007年 | 「あなたがいる限り 〜A World to Believe In〜」（スタジオ版）                                               | 『Taking Chances』                                   | —                              |
| 2008年 | 「Taking Chances」(ジェイソン・ネビンズ・リミックス・バージョン)                                           | 『Taking Chances』                                   | ポール・ボイド                 |
| 2008年 | 「アローン」(パフォーマンス - 2008年CBSスペシャルより)                                                     | 『Taking Chances』                                   | —                              |
| 2008年 | 「アイズ・オン・ミー」（ライヴ - Taking Chancesツアーより）                                                | 『Taking Chances』                                   | —                              |
| 2008年 | 「マイ・ラヴ」（ライヴ - Taking Chancesツアーより）                                                        | 『マイ・ラヴ：エッセンシャル・コレクション』         | ステファン・ラポルテ           |
| 2010年 | 「ウィ・アー・ザ・ワールド：25 フォー・ハイチ」（共同）（スタジオ版）                                      | アルバム未収録曲                                     | —                              |
| 2010年 | 「Y'a pas de mots」                                                                                        | アルバム未収録曲                                     | —                              |
| 2010年 | 「Voler」                                                                                                  | アルバム未収録曲                                     | —                              |